# Spathius pedestris
Spathius pedestris är en stekelart som beskrevs av Wesmael 1838. Spathius pedestris ingår i släktet Spathius och familjen bracksteklar. Utöver nominatformen finns också underarten S. p. maderi.